# Dialecte pyong'an
 (mars 2022).
Si vous disposez d'ouvrages ou d'articles de référence ou si vous connaissez des sites web de qualité traitant du thème abordé ici, merci de compléter l'article en donnant les références utiles à sa vérifiabilité et en les liant à la section « Notes et références ».
Le dialecte pyong'an (coréen : 평안도 사투리; MR : p'yŏngando sat'uri), ou coréen du nord-ouest (coréen : 서북 방언 ; hanja : 西北方言; MR: sŏbuk pangŏn), est un dialecte coréen de la péninsule coréenne et des régions chinoises voisines. Il a influencé le coréen standard de la Corée du Nord, mais sans en être la principale influence (le dialecte de Gyeonggi, le coréen parlé durant l'ère Joseon pendant environ 500 ans, est le fondement du coréen standard de Corée du Nord et de Corée du Sud).

## Prononciation
Dans le dialecte pyong'an, un système à huit voyelles est utilisé : 이 (i) · 에 (é) · 애 (è) · 으 (eu) · 어 (eo) · 아 (a) · 우 (u) · 오 (o). Le son de 어 est beaucoup plus proche de celui de 오 par rapport aux autres dialectes puisqu'il est vocalisé [ɔ], équivalent arrondi du sud-coréen [ʌ̹]. 으 est également plus proche de [i] que de [ɨ], par exemple 그렇다 devient 기렇다. En revanche, l'inverse se produit après ㅅ. La palatalisation qui s'est produite pour les autres dialectes avec 시 est absente dans le dialecte pyong'an, par exemple 싫다 devient 슳다. Diverses caractéristiques différencient la sonorité des mots des dialectes du sud-ouest et du centre. 위 (wi), 왜 (we), 워 (wo) et 와 (wa) sont plus proches de la prononciation originelle de 야 (ya), 여 (yeo), 요 (yo) et 유 (yu).

### Palatalisation
La consonne ㄷ (d), ainsi que les premières syllabes[Quoi ?] de ㄱ (g) et ㅎ (h), ne sont pas palatalisées dans le dialecte pyong'an (par exemple 뎡 거댱 chyŏnggŏjyang, 정거장 chŏgŏjang). Les mots sino-coréens commençant par ㄴ (n) dans les dialectes du sud sont prononcés comme ㄹ (r), comme dans les cas de 뉴행 nyuhaeng et 노동 nodong.

## Lexique
Divers mots utilisés dans le dialecte pyongan diffèrent de ceux d'autres dialectes coréens, tels que 간나 kanna, 클마니 k'ŭlmani ‘père’ et 클마니 ‘grand-mère’. L'étymologie de mots tels que 우틔 (衣) ut'ŭi provient du mandchou, mais ceux-ci sont interdis par le gouvernement nord-coréen afin de promouvoir l'idée de pureté de la langue.